# Palácio Presidencial de Cabo Verde
O Palácio Presidencial é a residência oficial do presidente da república de Cabo Verde. Localiza-se no bairro do Plateau da capital, Praia.